# Torpedobåden Delfinen
Torpedobåden Delfinen var en torpedobåd, der blev bygget af det engelske firma Thornycroft i England i 1883 på bestilling af den danske flåde. Den ankom til Danmark samme år.   

## Tekniske data
Generelt
- Længde: 33,6 m
- Bredde:  3,6 m
- Dybdegående: 2,1 m
- Deplacement: 67 tons
- Fart: 18,5 knob
- Besætning: 15

Armering
- Artilleri: 1 stk 37 mm
- Torpedoapparater: 2 stk 38 cm (i stævnen)

## Tjeneste
- Skiftede i 1912 navn til T. 4. I 1916 omdøbt til P. 2. Udgået 1919.